# Eurema nigrocincta
Eurema nigrocincta is een vlindersoort uit de familie van de Pieridae (witjes), onderfamilie Coliadinae.
Eurema nigrocincta werd in 1889 beschreven door Dognin.